# Хематометра
Хематометра (старогрчки αἷμα, haima  - крв“ и μητρα, metra, - матерница) медицинско је стање које се карактерише задржавање или накупљање крви у материци (обично током менструације код жена).   Ако је поред материце испуњена крвљу и родница (вагина), ово стање се назива хематометроколпос. Код животиња се за ово стање најчешће користи термин хемометра..  
У физиолошком стању менструална крв нормално тече кроз родницу у спољашњу средину једном месечно. У случају неперфорираног девичњака, малформације (атрезије) роднице или грлића материце или неких других патоанатомских опструкција, крв не отиче већ се накупља у материци и родници.
Клиничку слику карактерише појава бола и осећај тежине у карлици. Може се дијагностиковати физичким прегледом и ултразвуком, а третман је обично хируршки којим се ствара анатомски пролаз за нормално отицање менструалне крви.

## Етиологија
Хематометра је задржавање крви у шупљини материце узроковано опструкцијом менструалног тока на нивоу материце, грлића материце или роднице. Код старијих жена, опструкција је обично стечена и јавља се на нивоу грлића материце. Код младих жена, хематометра може бити последица урођених аномалија као што је неперфориран девичњак или непроходан Милеров канал. Повезан је и са Робинов синдромом, диделфисом материце или дуплирањем вагине и/или материце.

## Клиничка слика
Клиничка слика хематометра се обично манифестује следечим знацима и симптомима:
- циклични, грчевити бол у средњој линији карлице или у доњем делу трбуха.[9]

- учестало мокрење и/или задржавање мокраће.[10]

Жене у пременопаузи са хематометром често доживљавају абнормално вагинално крварење, укључујући дисменореју (бол током менструације) или аменореју (недостатак менструације), док је код жена у постменопаузи већа вероватноћа да ће поремечај бити асимптоматске.
Због накупљања крви у материци, код болеснице се може јавити низак крвни притисак или вазовагални одговор.

## Дијагноза
Када се палпира, материца је обично чврста и увећана. Ово проширење не само да може бити опипљиво већ чак и видљиво као тумор у доњем делу трбуха. Треба узети у обзир и ретку могућност хематометра код свих жена које имају акутни бол у стомаку, посебно када је бол повезан са секундарном аменорејом. 
Како је могућ повратни ток крви у у јајовод може се дијагностиковати и хематосалпинкс.
Коначна дијагноза се обично поставља неинвазивним модалитетима имиџинга који је користан за испитивање оклузија гениталног тракта, попут трансвагиналне сонографије која је важна у процени хематометра јер омогућава јасну визуализацију ендометријалне шупљине.

## Диференцијална дијагноза
Диференцијално дијагностички долазе у обзир друге (крвареће) масе у доњем делу стомака,

## Терапија
Лечење се састоји од хируршке трансекције химена или опструктивне мембране роднице.